# 女殺し屋 花笠お竜
女殺し屋 花笠お竜（おんなころしやはなかさおりゅう）は、国際放映の制作で1969年10月4日から1970年3月28日に東京12チャンネル（現・テレビ東京）で毎週土曜日21時から21時56分に放映された連続テレビ時代劇。全26話。日産自動車一社提供番組である。

## 概要
『めくらのお市』や『旅がらすくれないお仙』など「女侠客もの」の劇画作品を生んだ棚下照生の原作で、「プレイコミック」に連載された『ハンターお竜』を映像化した作品である。母の面影を胸にさすらいの旅を続ける鳥追い女で実は凄腕の殺し屋、人呼んで花笠お竜が、真紅の“仕込み三味線”を武器に仲間たちとの道中で巻き起こす義理と人情、怒りと哀しみを描く娯楽時代劇であるが、ミニスカート風の着物に大きく「竜」の文字が入った仕込み三味線、紅い花が付けられた笠が登場するほか、時代劇でありながら「ハンター」と名乗るなど、異色の世界観を持つ。
仕込み三味線は弦をすべて切ることで初めて仕込み刀が抜ける仕掛けになっており、弦を切りながら「糸が三度鳴ったら…斬るよ!!」と相手に向かって言うのが、オープニングおよび番組初期の決まり文句だった。また、毎回オープニングの後、本編の前にはお竜がカメラ（視聴者）に向かって「生まれは肥前、長崎…です。白波燃ゆる荒波育ち。親鳥子鳥（こどり）はぐれ鳥、たった一羽の涙鳥。仕込みの三味線、伊達には持たぬ。三度鳴ったら悪を斬る。笠に刺したる紅い花、誰が言うやら花笠お竜。以後、よろしくお頼み申し…ます」と仁義を切るのが、番組の定番パターンになっていた。
前期はレギュラーが女性2人（お竜と女スリ・フーテンのお巻）に男性2人（一匹狼・赤牛九郎太と、投げ縄の使い手・蝮縄の虎松）であったが、第9話で新レギュラーに南弘子（鈴が音おりん）が加入し、第15話で九郎太役の長門勇が『新三匹の侍』の撮影開始のために降板するのに伴って虎松役の大木正司も降板し、結果的には女性3人によるレギュラーとなった。また、レギュラーが女性3人になるのに合わせてカルーセル麻紀の役柄設定を変更し、第13話で唐突にフーテンのお巻が殺され、妹で瓜二つの殺し屋「ハンターお巻」が登場する、という処置をとった。
レギュラーの大木をはじめ、第3話では加藤清三、沢りつお、第8話では納谷悟朗、第20話では西川幾雄と、声優としても実績のある俳優が脇役としてゲスト出演している。また、殺陣をJFA（ジャパン・ファイティング・アクターズ、代表：渡辺高光）が担当していたことから、斬られ役には代表の渡辺をはじめとして当時JFA所属俳優で後に『帰ってきたウルトラマン』でウルトラマンジャックのスーツアクターを演じたきくち英一（菊池英一）や、『スペクトルマン』で悪の科学者・ゴリ博士のスーツアクターとなった遠矢孝信らが出演している。

## キャスト
- お竜：久保菜穂子
- フーテンのお巻（〜第13話） / ハンターお巻（第13話〜）：カルーセル麻紀
- 鈴が音おりん：南弘子（第9話〜）
- 蝮縄の虎松：大木正司（〜第15話）
- 赤牛九郎太：長門勇（〜第15話）

## スタッフ
- プロデューサー：梅村幹比古、岡哲男
- 原作：棚下照生『ハンターお竜』
- 音楽：渡辺宙明
- 撮影：小林茂
- 美術：朝生治男
- 編集：神谷信武
- 殺陣：渡辺高光
- 制作担当：小林晋貮
- 舞台装置：美建興業株式会社
- 現像：東洋現像所
- 予告ナレーター：小林清志
- 制作：国際放映、東京12チャンネル

## 主題歌
- 「三味線剣法」・「おんな一人旅」作詞：三浦康照、作曲：市川昭介、唄：都はるみ、販売元：コロムビア・レコード

## サブタイトル
| 話 | サブタイトル               | 放送日         | 監督       | 脚本              | 出演者 |
| 1  | 殺し屋が宿場にやってくる   | 1969年 10月4日 | 高橋繁男   | 西沢治            | 日高澄子、清水まゆみ、福山象三、北見治一、渡辺高光、芹昌郎、関国麿、伊藤信明、山内俊和、小池明義、引田敏彦、きくち英一、悠木千帆、岩崎信忠                                                                       |
| 2  | 皆殺しの砦に風が吹く       | 10月11日       | 土屋啓之助 | 石川孝人          | 倉丘伸太郎、小栗一也、浅見比呂志、土屋靖雄、三原博、井上常雄、伊藤健雄、羽沢寛二、谷村昌彦、梅津栄、亀井光代 |
| 3  | 狂犬の歌がきこえる         | 10月18日       | 高橋繁男   | 服部佳            | 嵯峨善兵、天本英世、大前均、土方弘、福原秀雄、佐藤京一、吉田昌史、西村惇二、矢野昭、沢りつお、加藤清三、畠山麥、川口英樹、山口譲、関国麿、伊藤信明、橋本菊子、田湖章子、菅美智子、春日章良、野口ふみえ、香川良介 |
| 4  | 花と女と御用金             | 10月25日       | 香月敏郎   | 石川孝人          | 浜田寅彦、塩沢とき、野沢杏子、辻三太郎、東光生、進藤幸、竹中国恵、北村勝造、高品格、睦五郎、きくち英一 |
| 5  | 盗人は子守歌が好き         | 11月1日        | 土屋啓之助 | 石川孝人          | 浜村純、鷲尾真知子、小倉雄三、大村千吉、石山克己、緒方敏也、菊池英一、君島清美、新井奈津江、三重街恒三、志摩燎子、加藤恒喜、田中春男                                                                             |
| 6  | 殺人街道に花が舞う         | 11月8日        | 高橋繁男   | 西田一夫          | 前田吟、桜むつ子、太宰久雄、稲吉靖司、奥村公延、田所千津子、永谷悟一、田中力、山岡徹也、保科三良、川口晶 |
| 7  | 合言葉は忠治好みの女       | 11月15日       | 香月敏郎   | 石川孝人          | 高城淳一、うえずみのる、菅野直行、渡辺幸保、久保乙乃、石光豊、佐藤一明、水村繁子、邦創典、中岡慎太郎、北九州男、山田禅二、北川めぐみ                                                                             |
| 8  | ならず者は地獄へ落とせ     | 11月22日       | 土屋啓之助 | 吉原幸栄          | 佐治田恵子、戸田皓久、納谷悟朗、菅沼赫、藤田啓二、伊吹新、斉藤三勇、松熊信義、石川十郎、岡本和子、西尾邦彦、斉藤久美子、木田三千雄、石浜朗、菊池英一                                                             |
| 9  | 女が燃えれば鈴が鳴る       | 11月29日       | 高橋繁男   | 石川孝人          | 宇佐美淳也、沢村宗之助、塚本信夫、近衛敏明、沢田清、石井宏明、神木真一郎、原田力、沢村憲介、三田松五郎、北村勝造、石見栄、高山朋子、水島京子、晴海魔子、藤田けい子、岩本好恵、水木梨恵、木暮実千代（特別出演）   |
| 10 | はだか剣法みだれ髪         | 12月6日        | 香月敏郎   | 生田直親          | 穂積隆信、鮎川浩、外山高士、生井健夫、吉原正皓、伊藤初雄、生田三津子、親桜子、湊俊一、久保晶、秋月喜久枝、松永ヨシオ、石川冷、槙ヒロ子、尾崎孝二                                                                 |
| 11 | 女のがまん鬼より怖い       | 12月13日       | 土屋啓之助 | 吉原幸栄          | 伊藤久哉、富田仲次郎、石井富子、浜畑賢次、鎗田順吉、石山雄大、紅理子、中岡慎太郎、伊藤信明、関国麿、北村勝造、岩井友見                                                                                           |
| 12 | 女の強さを肌で知る         | 12月20日       | 高橋繁男   | 石川孝人          | 石田茂樹、長谷川弘、中村上治、上野綾子、田川恒夫、島田晴彦、森川弘章、長尾敏之助、大野廣高、中沢治夫、尾崎孝二、西京利彦、遠矢孝信、根上忠、津野哲郎、若水ヤエ子                                                 |
| 13 | どけちな奴ほどなが生きする | 12月27日       | 香月敏郎   | 吉原幸栄          | 田島義文、松風はる美、山崎猛、玉川長太、川野耕司、廣瀬康治、上野堯、菊池英一、西京利彦、倉田健、佐原健二 |
| 14 | 晴れ姿女三匹勢揃い         | 1970年 1月3日  | 土屋啓之助 | 生田直親          | 柳谷寛、沢宏美、神太郎、石橋雅史、丹羽研二、志麻燎子、尾崎孝二、西京利彦、荒木順子、関陽子、天草四郎、見明凡太朗                                                                                                 |
| 15 | 馬鹿にゃ弱い女のこころ     | 1月10日        | 高橋繁男   | 石川孝人          | 金井大、蔵一彦、渡辺高光、宅島渓、伊藤信明、内藤陳、キュメー橋本、久里みのる、辻三太郎、花上昇、箕輪律子、相模武、高津住男、菊池英一                                                                             |
| 16 | 女三匹子ノ刻参上           | 1月17日        | 香月敏郎   | 吉原幸栄          | 西岡慶子、今橋恒、山本善朗、松尾文人、三浦弘久、鹿島信哉、引田敏彦、川名美也子、八木和子、相模武、三角八郎 |
| 17 | 黄門もアッと驚く女の啖呵   | 1月24日        | 土屋啓之助 | 七條門            | 石山律雄、関口銀三、戸沢佑介、岡本四郎、松本染升、美山ゆみ、きくち英一、関国麿、長坂蜂郎、栗崎ちか子、相模武、水木襄、高木二朗                                                                                   |
| 18 | 地獄帰りの可愛い悪女       | 1月31日        | 小山幹夫   | 生田直親          | 三原有美子、五月晴子、津田亜矢子、進藤幸、田村由美子、米本善子、渡辺展子、高瀬はま子、久保道子、小海とよ子、高原優美、金沢佐智子、琴千繪、土屋文枝、藤代蓉子、目黒文、橋本和子、町田祥子、津路清子、小園蓉子     |
| 19 | 女の仁義が悪を斬る         | 2月7日         | 土屋啓之助 | 小笠原十余志      | 森健二、戸上城太郎、坂本長利、柴山佳子、田尻康博、松島暎一、伊勢谷博、砂塚秀夫 |
| 20 | 宿場に咲いた母恋しぐれ     | 2月14日        | 鍛治昇     | 吉原幸栄          | 椎名勝巳、柴田昌宏、福山象三、川島育恵、北村勝造、伊藤義高、菊地俊雄、千早隆子、八木沢元子、五島美恵子、西川幾雄、土屋隆一、池田幸子、野口ふみえ                                                                 |
| 21 | 三味線任侠子守唄           | 2月21日        | 古川卓巳   | 西条道彦          | 浮田左武郎、池田忠夫、桜悠美子、田坂都、小美野欣二、浅沼創一、渡真二、伊吹新、田中康郎、七瀬真紀、松平有加、戸張まどか、三田松五郎、田尻康博、堀川貴美子、尾崎孝二、引田敏彦、池島美樹、里見浩太郎               |
| 22 | 長脇差から愛をこめて       | 2月28日        | 香月敏郎   | 大川久男 喜多威夫 | 石山雄大、阿知波信介、坂本幸子、菅沼赫、山本正明、仁内達之、肥土尚弘、神田正夫、小海とよ子、山本清 |
| 23 | 女ごころを酒が呼ぶ         | 3月7日         | 土屋啓之助 | 若槻文三          | 長谷川峯子、稲吉靖司、湊俊一、土屋靖雄、永井譲二、橋爪秀雄、堀田真三、高宮敬二 |
| 24 | 女が命を燃やすとき         | 3月14日        | 香月敏郎   | 五味邑            | 服部哲治、北町嘉朗、吉原正皓、石橋雅史、小野進也、小野千春、尾崎孝二、大浦万丈、中山盛義、関口義光、伊沢一郎 |
| 25 | 愛のムチに陽は昇る         | 3月21日        | 土屋啓之助 | 生田直親 鈴木彰   | 柴田侊彦、松尾文人、邦創典、谷口朱美、西園寺アヤ、三輪清一郎、関口守一、太田紀美子、伊島幸子、関国麿、新條千絵、中岡慎太郎、藤田啓二                                                                             |
| 26 | 女三匹故郷に帰る           | 3月28日        | 香月敏郎   | 吉原幸栄          | 市原清彦、須永恒、福原秀雄、渡辺高光、川瀬裕之、尾崎孝二、引田敏彦、伊藤信明、清水彰 |